# Крістіан Вінк
Крістіан Вінк (нім. Christian Vinck; нар. 3 вересня 1975) — колишній німецький тенісист.
Найвищу одиночну позицію світового рейтингу — 101 місце досяг 12 лютого 2001, парну — 530 місце — 9 лютого 1998 року.
Найвищим досягненням на турнірах Великого шолома було 3 коло в одиночному розряді.

## Фінали Туру за кар'єру

### Одиночний розряд (4 перемоги)
| Легенда (одиночний розряд) |
| Великий шлем (0)           |
| Tennis Masters Cup (0)     |
| Серія Мастерс ATP (0)      |
| Тур ATP (0)                |
| Челленджери (4)            |

| Ранг | Дата              | Турнір    | Покриття | Суперник у фіналі | Рахунок       |
| 1.   | 10 листопада 1997 | Лас-Вегас | Тверде   | Андре Агассі      | 6–2, 7–5      |
| 2.   | 8 грудня 1997     | Вісмар    | Килим    | Їво Гойбергер     | 6–2, 7–6      |
| 3.   | 30 листопада 1998 | Нюмбрехт  | Килим    | Петер Весселс     | 6–7, 6–4, 6–4 |
| 4.   | 14 лютого 2000    | Любек     | Килим    | Анді Фальке       | 6–3, 6–1      |